# Altaj (republiek)

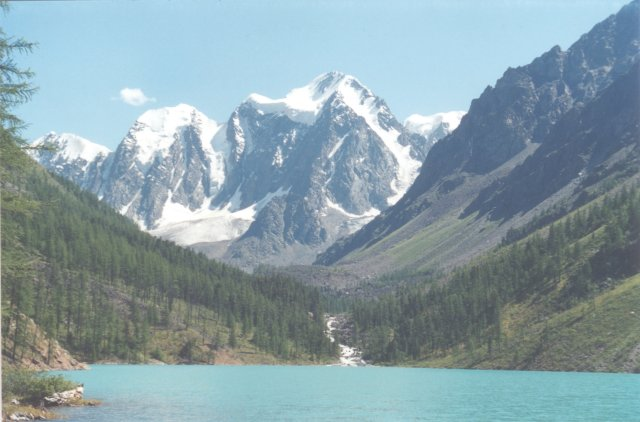
Sjavlomeer in het Altaigebergte

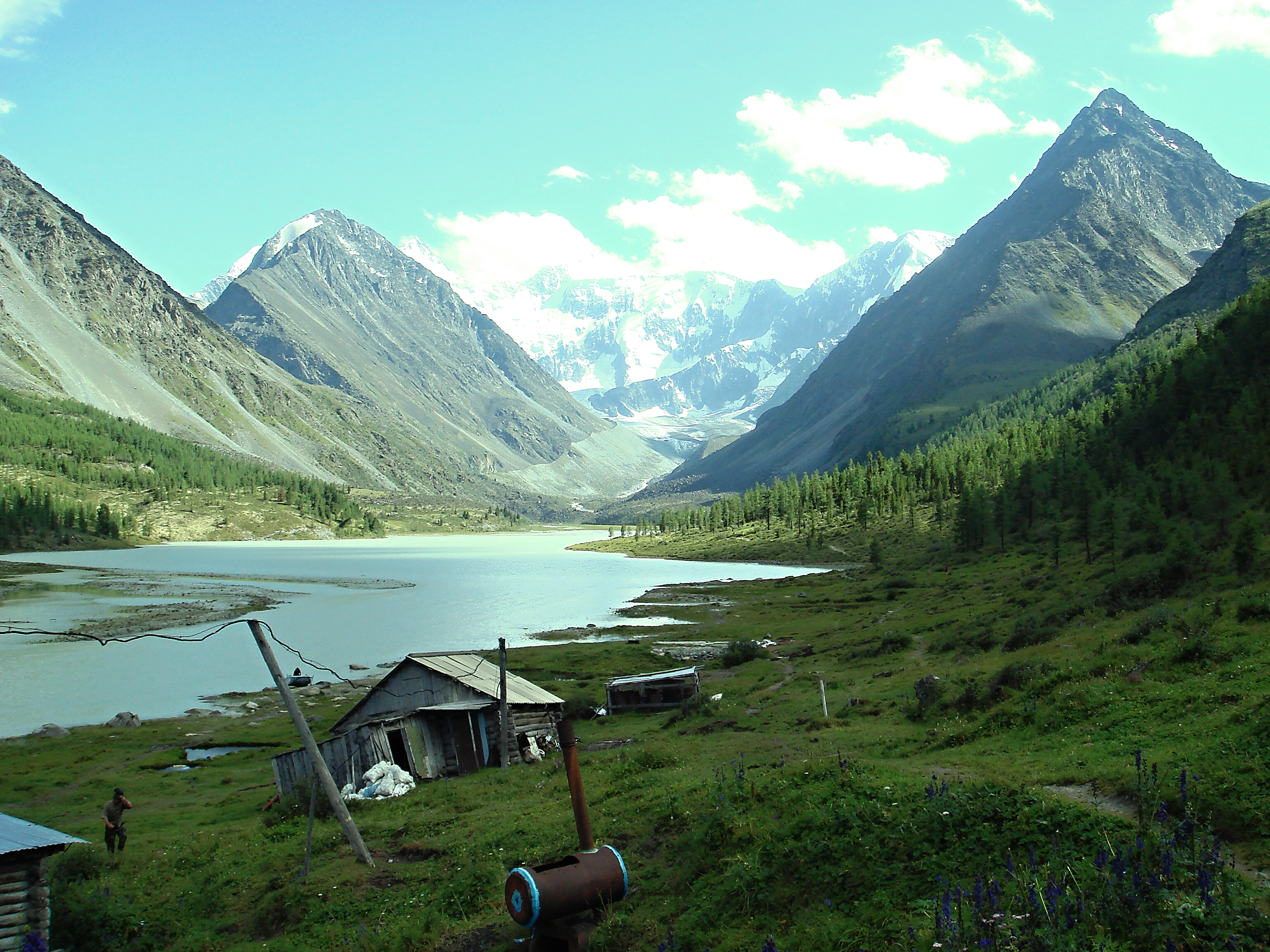
Nabij de Beloecha in het Altaigebergte

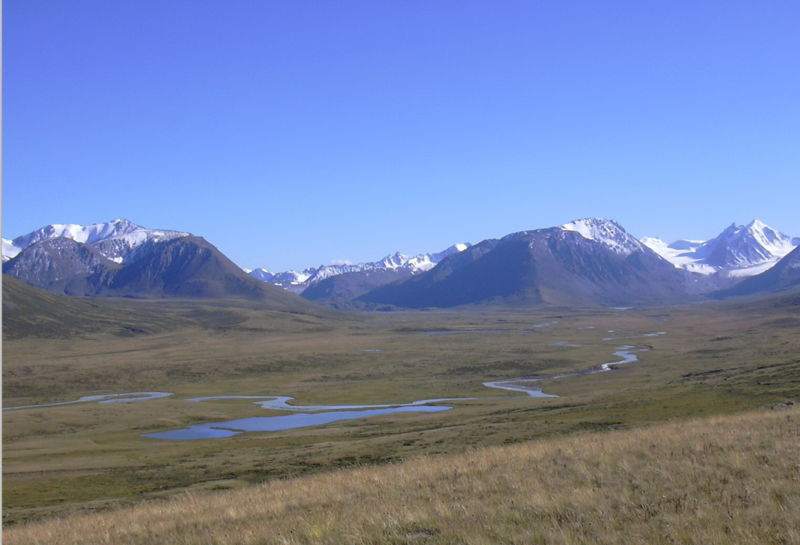
De Ak-Alachvallei met de bergpas Kanas op de achtergrond op het afgelegen Oekokplateau

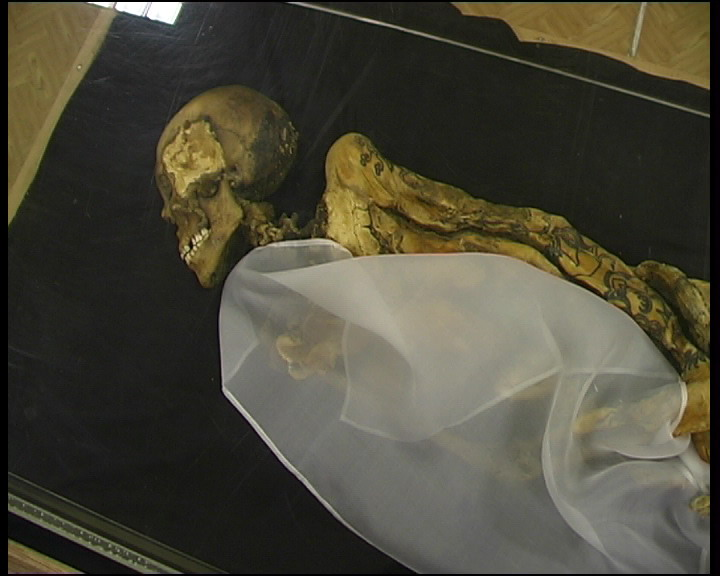
Mummie van de "Oekokprinses" die in 1993 werd gevonden in een grafheuvel op het Oekokplateau

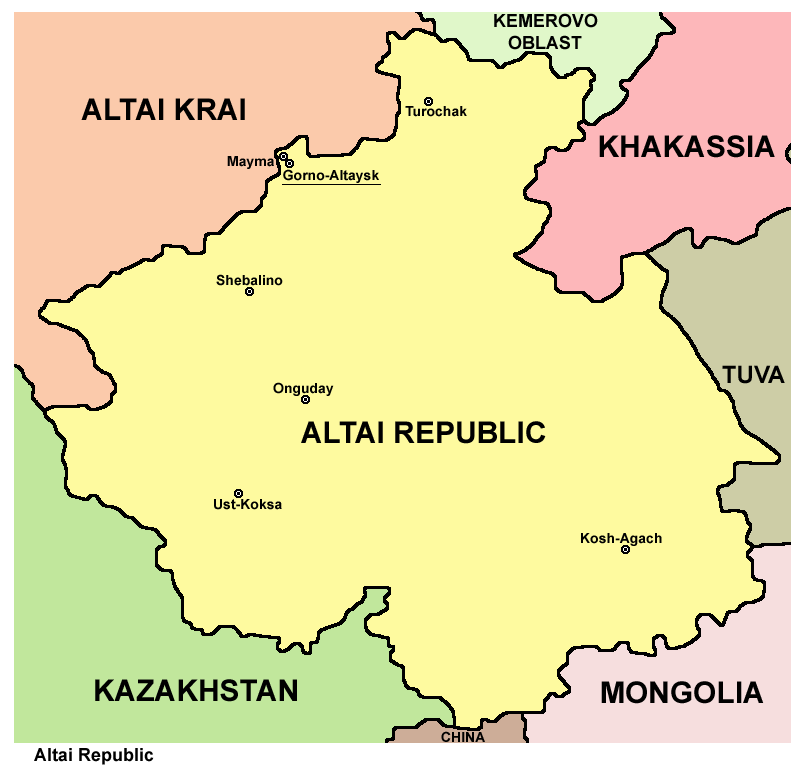
Kaart van Republiek Altaj met buurlanden

Altaj (Russisch: Алтай; Altaj) is een autonome republiek in de Russische Federatie, vernoemd naar het gelijknamige gebergte.
De republiek grenst in het noorden aan de oblast Kemerovo en aan Chakassië en in het oosten aan Toeva. Ten westen ervan ligt de kraj Altaj. De zuidelijke buren liggen alle buiten Rusland. De grenslijn met het buitenland bedraagt 880,4 kilometer, waarvan 288,7 met Mongolië (oosten en zuidoosten), 54,1 kilometer met de volksrepubliek China (zuiden) en 517,6 kilometer met Kazachstan (westen).
Altaj bestaat uit hoogland. Het is een soort "Russisch Tibet" in het centrum van Azië op het kruispunt van verschillende staten en culturele werelden. De Siberische taiga, de steppen van Kazachstan en de halfwoestijnen van Mongolië ontmoeten elkaar hier. Bossen bedekken ongeveer 25% van het gebied van de republiek.

## Geografie
- Officiële naam: Republiek Altaj, (Russisch: Республика Алтай; Altajs: Алтайдынг Республиказы)
- Officiële talen: Russisch, Altajs (meerdere noordelijke en zuidelijke dialecten)
- Hoofdstad: Gorno-Altajsk
- Oppervlakte: 92,900 km²
- Bevolking: 206.168 (2010), Russen (56,6%), Altaj (34,5%%), Kazachen (6.2%), overig (2,7%).
- Hoogste punt: De berg Beloecha (4506 m), tevens het hoogste punt van Siberië
- Grootste afstand noord-zuid: 360 km
- Grootste afstand west-oost: 380 km
- Tijdzone: UTC+7 (UTC+6 voor 2016)

### Rivieren, meren en gletsjers
De grootste rivieren in Altaj zijn de Katoen en de Bieja, die bij het samenvloeien een van de grootste rivieren in Siberië vormen: de Ob
De republiek telt ongeveer 7000 meren met een totale oppervlakte van meer dan 700 km². Het grootste meer is het Teletskojemeer, dat 80 km lang en 5 km breed is met een oppervlakte van 230,8 km² en een grootste diepte van 325 m. Een ander bekend bergmeer (in het uiterste oosten) is het Dzjoeloekoelmeer, dat als heilig wordt beschouwd door de Altaj. De bergmeren van Altaj bevatten enorme zoetwaterreserves van de hoogste kwaliteit. Het Teletskojemeer alleen al bevat meer dan 40 km³ zuiver water. Potentieel verbruik van ondergrondse wateropslag is geschat op 22 miljoen m³ per dag, terwijl het verbruik momenteel slechts 44.000 m³ per dag is.
Waterbronnen zijn een van de belangrijkste natuurlijke bronnen van de republiek. Er zijn minerale bronnen in de bergen van Altaj die als heilzaam worden beschouwd. De gletsjers bevatten ook heel veel zoetwater, het volume ervan wordt geschat op 52 km³. De grootste gletsjers zijn: Bolsjoj Taldoerinski (35 km²), Mensoe (21 km²), Sofiski (17 km²), en Bolsjoj Maasjej (16 km²).

### Klimaat
De republiek heeft een gematigd landklimaat met relatief korte en hete zomers (juni-augustus) en lange, koude (en soms zeer ijzige) winters (november-maart). In het zuidoosten is het klimaat vaak harder dan in de rest van het gebied.
- Gemiddelde jaartemperatuur: +1 °C tot -6.7 °C
- Temperatuurbereik januari: -9,2 °C tot -31 °C
- Temperatuurbereik juli: +11 °C tot +19 °C
- Gemiddelde jaarlijkse neerslag: 100–1000 mm

## Geschiedenis
De nationale autonomie voor de Altaj kwam tot stand op 1 juni 1922 in de vorm van de Ojrotse autonome oblast. Op 7 januari 1948 werd deze autonome oblast hernoemd in Gorno-Altajse autonome oblast. In 1990 verandert het gebied door een reorganisatie achtereenvolgens in een autonome socialistische sovjetrepubliek (ASSR), een socialistische sovjetrepubliek (SSR) (1991) en een autonome republiek (1992) onder de naam Gorno-Altaj. In 1993 kreeg de republiek haar huidige naam, Altaj.

## Politiek
Het hoofd van de regering is de president. Sedert 2006 is dat Aleksandr Berdnikov. Het wetgevende lichaam van de republiek is de El Kurultai (Staatsassemblee), met 41 leden.

## Economie
Altaj is meer een agrarische regio dan een industriële. De meest ontwikkelde sectoren zijn voedsel-, metaal- en houtverwerking.
Aanwezige grondstoffen zijn: goud, zilver, ijzererts en lithium.

## Bestuurlijke indeling
De republiek bestaat uit 1 stedelijk district (Gorno-Altajsk) en 10 gemeentelijke districten (Altaj: ajmatsy):

## Demografie
|          | 1926     | 1926   | 1939    | 1939    | 1959    | 1959    | 1970    | 1970    | 1979    | 1979    | 1989    | 1989    | 2002      | 2002    | 2010       | 2010    |
| Aantal   | %        | Aantal | %       | Aantal  | %       | Aantal  | %       | Aantal  | %       | Aantal  | %       | Aantal  | %         | Aantal  | %          |         |
| -------- | -------- | ------ | ------- | ------- | ------- | ------- | ------- | ------- | ------- | ------- | ------- | ------- | --------- | ------- | ---------- | ------- |
| Russen   | 51.813   | 52,0   | 114.209 | 70,4    | 109.661 | 69,8    | 110.442 | 65,6    | 108.795 | 63,2    | 115.188 | 60,4    | 116.510   | 57,4    | 114,802    | 56,6    |
| Altaj    | * 42.213 | 42,4   | 39.285  | 24,2    | 38.019  | 24,2    | 46.750  | 27,8    | 50.203  | 29,2    | 59.130  | 31,0    | ** 67.745 | 33,4    | *** 69,963 | 34,5    |
| Kazachen | 2.326    | 2,3    | 4.280   | 2,6     | 4.745   | 3,0     | 7.170   | 4,3     | 8.677   | 5,0     | 10.692  | 5,6     | 12.108    | 6,0     | 12.524     | 6,2     |
| Overig   | 3.309    | 3,3    | 4.405   | 2,7     | 4.736   | 3,0     | 3.899   | 2,3     | 4.365   | 2,5     | 5.821   | 3,1     | 6.584     | 3,2     | 5,477      | 2,7     |
| Totaal   | 99.661   | 99.661 | 162.179 | 162.179 | 157.161 | 157.161 | 168.261 | 168.261 | 172.040 | 172.040 | 190.831 | 190.831 | 202.947   | 202.947 | 206,168    | 206,168 |

* Inclusief 3.414 Telengiten, 1384 Koemandinen en 344 Teleoeten

** Inclusief 2.368 Telengiten, 1.533 Toebalaren, 931 Koemandinen, 830 Tsjelkanen en 32 Teleoeten

***Inclusief 3.648 Telengiten, 1.891 Toebalaren, 1.062 Koemandinen, 1,113 Tsjelkanen en 87 Sjoren

## Afbeeldingen

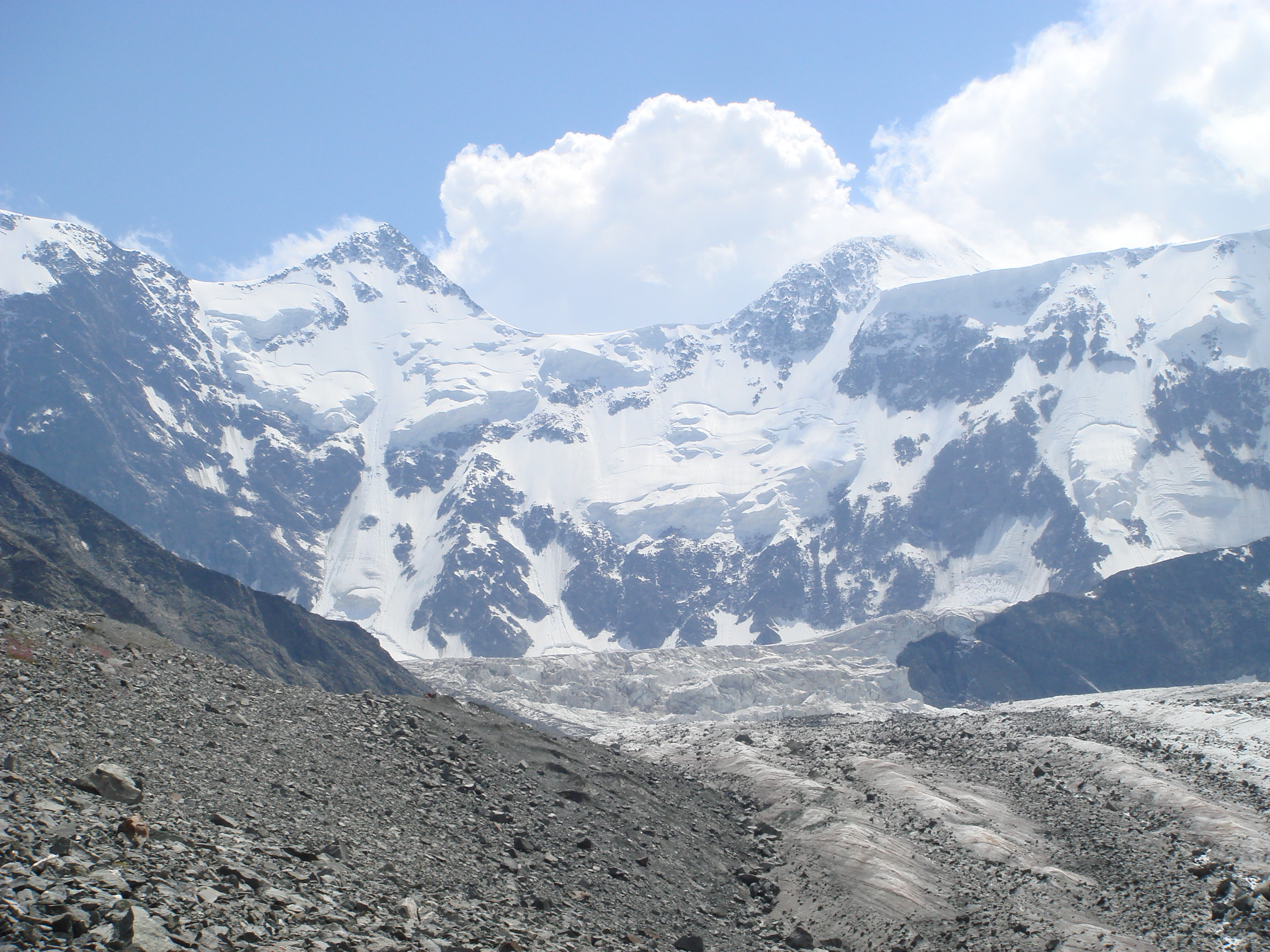
De Beloecha is de hoogste berg in Siberië
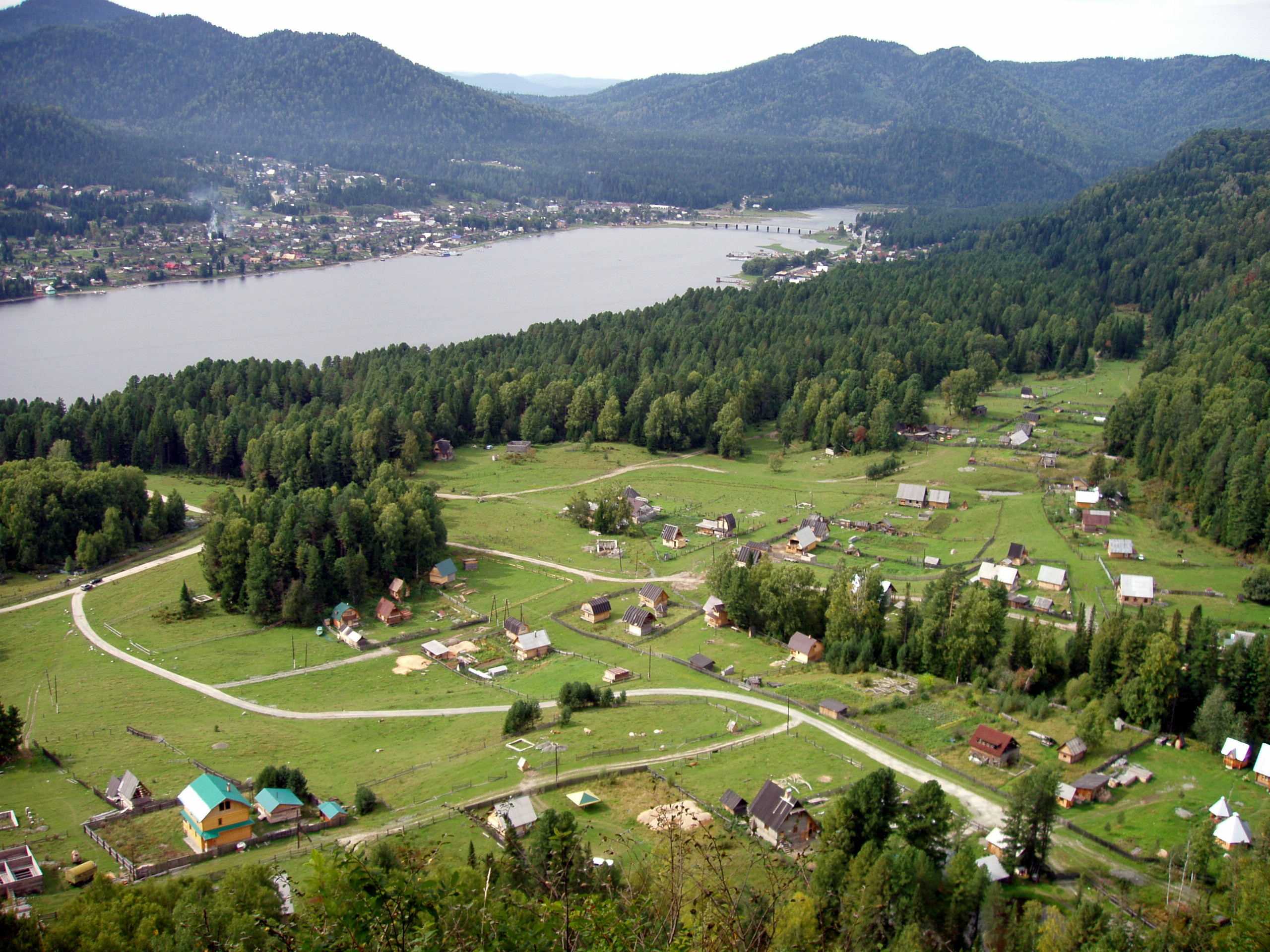
Dorp aan het Teletskojemeer
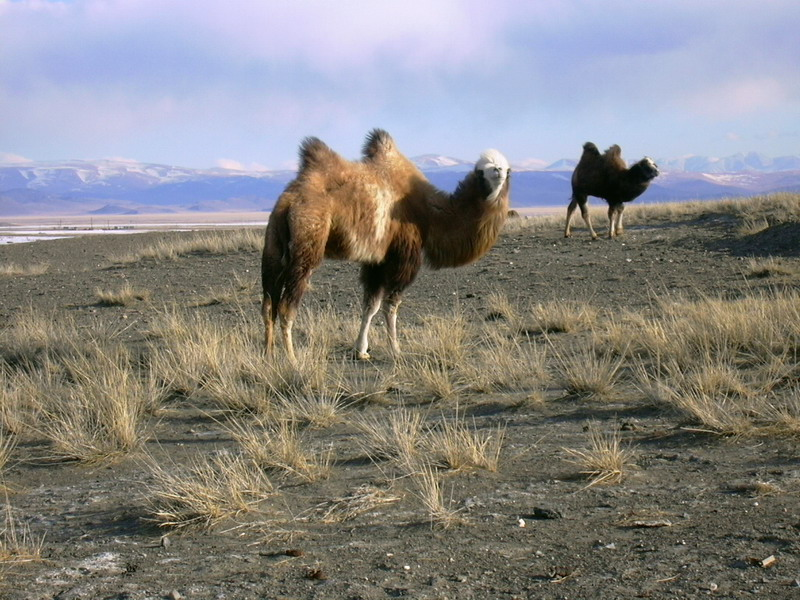
Kamelen in het district Kosj-Agatsjski
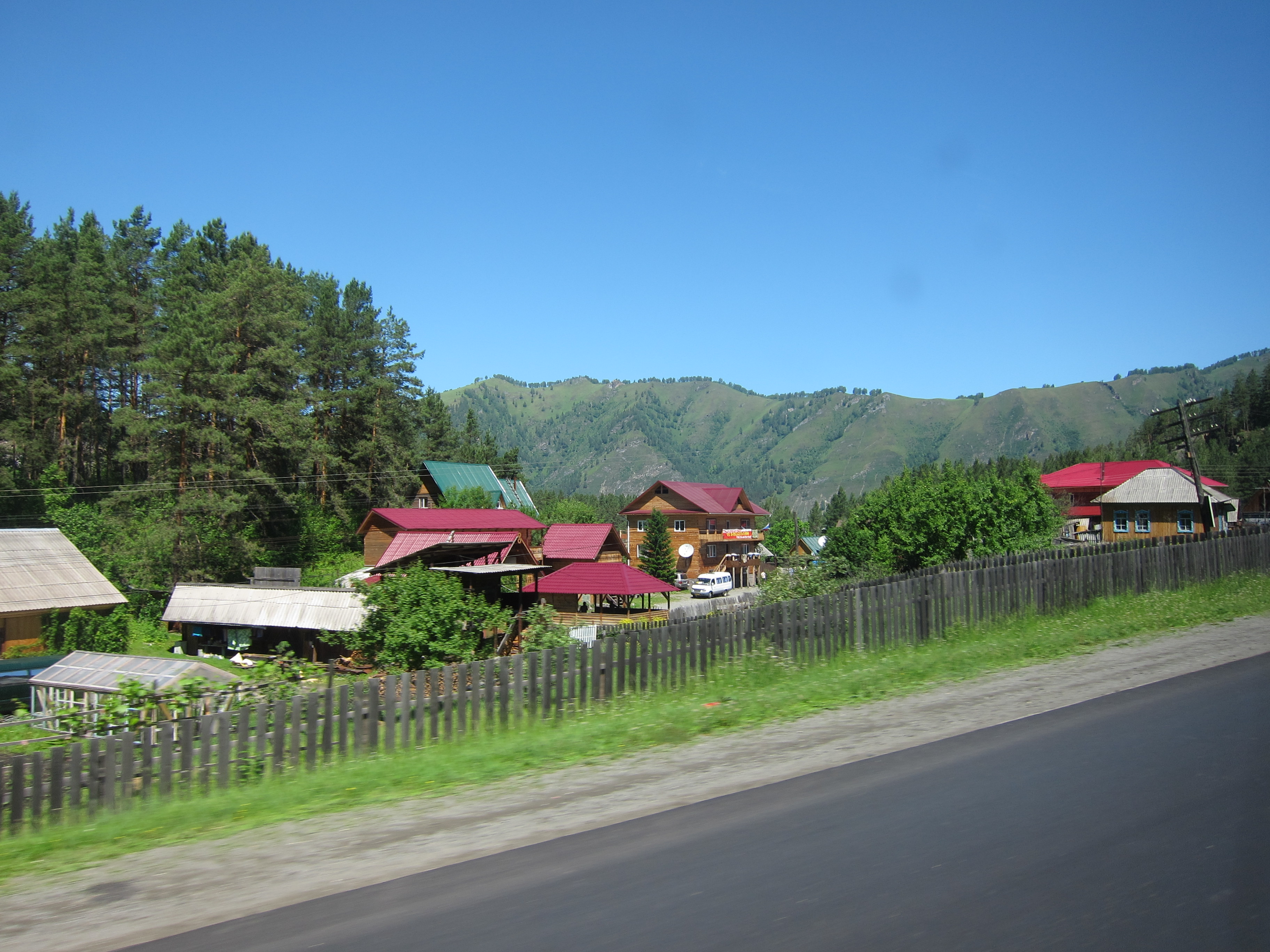
Houten huizen bij Manzjerok